# Số lục giác
Số lục giác là số đa giác có thể được sắp xếp thành hình lục giác thông thường. Số lục giác {\displaystyle n} có thể thu được bằng công thức {\displaystyle n(2n-1)}. Mười mục đầu tiên là 1, 6, 15, 28, 45, 66, 91, 120, 153, 190 (OEIS: A000384).Số lục giác {\displaystyle n} th cũng là {\displaystyle 2n-1} th số lượng tam giác.
Vào năm 1830 Legendre đã chứng minh rằng bất kỳ số nguyên nào lớn hơn 1791 đều có thể được biểu diễn dưới dạng tổng của tối đa 4 số lục giác.
Có 13 số nguyên dương không thể biểu thị bằng tổng của 4 số lục giác: 5, 10, 11, 20, 25, 26, 38, 39, 54, 65, 70, 114, 130 (OEIS: A007527).